# Народицький Абрам Аронович
Абрам Аронович Народицький (справжнє ім'я — Авраам, іноді в титрах — Аркадій; 15 жовтня 1906, Гомель, Могильовська губернія, Російська імперія — 12 квітня 2002, Київ, Україна) — радянський і український кінорежисер, сценарист.

## Біографічні відомості
Народився 1906 року у м. Гомелі в Білорусі в родині службовця. Закінчив кіновідділення Ленінградського інституту історії мистецтв (1930).
Працював сценаристом і режисером на «Ленфільмі» (1929—1945), де поставив кінокартини: «Відчайдушний батальйон» (1933), «Юність поета» (Золота медаль на Всесвітній виставці у Парижі, 1937).
Учасник Німецько-радянської війни.
Був режисером Об'єднаної Ашхабадської і Алма-Атинської кіностудій (1942—1947), Київської студії науково-популярних фільмів (1948—1950), Київської кіностудії імені О. П. Довженка, де поставив фільми: «Командир корабля» (1954, 2-й режисер), «Багаття безсмертя» (1956), «Прапори на баштах» (1958), «Верховино, мати моя» (1959), «Чужий дім» (1963), «Непосиди» (1967, у співавт. з В. Івановим), «Вулиця тринадцяти тополь» (1969, у співавт. з В. Івановим), «Бумбараш» (1971, т/ф, у співавт. з М. Рашеєвим. Приз Всесоюзного фестивалю телефільмів, Ташкент, 1973) та інші.
Автор сценаріїв: «Радянська копійка» (1929, мультфільм), «Відчайдушний батальйон» (1933, у співавт. з Наумом Угрюмовим), «Чарівний кристал» (1945), «Багаття безсмертя» (1956, у співавт. з І. Луковським), «Верховино, мати моя» (1959, сценарний план).
Викладав у Київському державному інституті театрального мистецтва ім. І.Карпенка-Карого (доцент).
1974—1979 років був художнім керівником майстерні режисерів художнього фільму, до якої входили Леонід Горовець, Юхим Гальперін, Андрій Загданський, Ігор Гузєєв, Микола Федюк та інші.
Був членом Національної Спілки кінематографістів України.
Помер 12 квітня 2002 року у Києві.